# دافيد تاينى
دافيد تاينى (7 ديسمبر 1976 في سويسرا - ) هو لاعب كرة قدم سويسري في مركز حراسة المرمى. لعب مع نادي زيورخ ونادي غراسهوبر زيوريخ ونادي فينترتور ونادي ويل وFC Singen 04 ‏.

## روابط خارجية
- دافيد تاينى على موقع قاعدة بيانات كرة القدم.إي يو (الإنجليزية)
- دافيد تاينى على موقع Soccerbase.com (لاعب) (الإنجليزية)
- دافيد تاينى على موقع Soccerway.com (الإنجليزية)
- دافيد تاينى على موقع عالم كرة القدم.نت (الإنجليزية)